# Kaliště (Jihlava)
Kaliště é uma comuna checa localizada na região de Vysočina, distrito de Jihlava.